# Холдингова компанія
Хо́лдингова компа́нія (від англ. holding company) — юридична особа, що є власниками інших юридичних осіб або здійснює контроль над такими юридичними особами як пов'язана особа.
Зазвичай це публічне акціонерне товариство, яке володіє, користується та розпоряджається холдинговими корпоративними пакетами акцій (часток, паїв) двох або більше корпоративних підприємств.
Також, під холдинговою компанією розуміють групу суб'єктів господарювання — юридичних осіб, які здійснюють управління підприємствами за рахунок переважної участі в статутному фонді чи шляхом володіння контрольним пакетом акцій інших компаній.
Холдингові компанії можуть утворюватися:
1. органами, уповноваженими управляти державним майном, державними органами приватизації самостійно або разом з іншими засновниками шляхом об'єднання у статутному фонді холдингових корпоративних пакетів акцій (часток, паїв);
2. іншими суб'єктами на договірних засадах.

У випадках, передбачених законодавством, холдингові компанії утворюються за умови попереднього отримання дозволу відповідного органу Антимонопольного комітету України або Кабінету Міністрів України на концентрацію, узгоджені дії суб'єктів господарювання. Проєкти установчих документів холдингових компаній, які утворюються за умови отримання зазначеного дозволу, підлягають погодженню з відповідним органом Антимонопольного комітету України.
Холдингова компанія набуває статусу юридичної особи з дня її державної реєстрації в Державному реєстрі холдингових компаній України, який є невід'ємною частиною Єдиного державного реєстру юридичних осіб та фізичних осіб — підприємців.
Державна реєстрація холдингових компаній проводиться державним реєстратором у порядку, встановленому Кабінетом Міністрів України відповідно до Закону України «Про державну реєстрацію юридичних осіб та фізичних осіб — підприємців» (755-15) та інших нормативно-правових актів.
Спеціально уповноважений орган з питань державної реєстрації забезпечує ведення Державного реєстру холдингових компаній України.
Холдинг є чистий (компанія займається тільки контролем за діяльністю підприємств) та мішаний (крім контрольної функції може займатися іншими видами діяльності).